# Envenenamiento en cadena en planteles educativos en Irán
El envenenamiento en cadena en las escuelas de niñas en Irán es una serie de incidentes deliberados y sucesivos durante los cuales las estudiantes de docenas de escuelas en Irán han sido envenenadas de manera sospechosa. Estos eventos comenzaron el 30 de noviembre de 2022 en una escuela secundaria para niñas en Qom. Desde esa fecha, cientos de estudiantes han sido envenenados en 60 escuelas de Qom, que en su mayoría eran escuelas primarias y secundarias de niñas.
Estos incidentes no se limitan a Qom y su alcance se ha extendido a otras ciudades como Borujerd, Sari, Ardabil y Teherán. La mayoría de estudiantes eran niñas, en un puñado de casos también se informó de envenenamiento en las escuelas de niños. A estos ataques se atribuyó la muerte de una niña Qomi. Hasta el siete de marzo, más de 800 personas fueron intoxicadas en escuelas en los últimos tres meses. Dos de ellas son docentes y más de 650 alumnas y algunos alumnos. Las investigaciones sobre la forma de intoxicación no han dado resultados concluyentes. Se ha especulado sobre las huellas de sectas religiosas reaccionarias, talibanes y milenaristas (creyentes en la cercanía de la Segunda Venida), todas ellas en contra de la educación de las niñas de diversas formas.

## Alcance estadístico y geográfico del ataque
Los ataques comenzaron desde la ciudad de Qom, que es la base religiosa de Irán. Después de Qom, Borujerd es la ciudad donde se han producido más ataques químicos en escuelas secundarias de niñas y dormitorios universitarios. Históricamente, se han llevado a cabo muchas restricciones religiosas en esta ciudad debido al hecho de que es el lugar de nacimiento de Seyyed Hassan Tabatabai Boroujerdi. Junto con Qom y Borujerd, Teherán, la capital de Irán, ha sido uno de los principales objetivos de estos ataques.
Hasta el siete de marzo, más de 800 personas fueron intoxicadas en escuelas en los últimos tres meses. Dos de ellos son docentes y más de 650 alumnas y algunos alumnos.

## Tipo de gas usado en los ataques y envenenamientos
En los primeros tres meses de los ataques, no hubo información precisa sobre el tipo de gas utilizado. Por lo general, los estudiantes reportaron haber tirado algún objeto en el salón de clases o en el patio de la escuela, lo que liberó el gas y como consecuencia sufrieron complicaciones como cansancio, ardor de garganta, mareos, dolor de cabeza y estado anímico que les daría náuseas. Algunos también informaron que olían un olor a mandarina. Otro grupo también denunció la explosión de una bomba que desprendía humo con olor a menta. Algunos estudiantes también olieron el fuerte olor a gas de la ciudad. En un caso, se informó que el olor a huevos podridos era similar al de los gases lacrimógenos.
En al menos un caso, se descubrió que la fuente de la liberación de gas era un dispositivo similar a una cápsula, y el gas resultante era incoloro e inodoro y se produjo como una "fuga gradual", pero la fuerza del gas era tan fuerte que en Además de los que estaban en el salón de clases, también fueron envenenadas personas en el pasillo. 3 meses después de que comenzaran estos ataques, Alireza Manadi Sefidan, jefe de la Comisión de Educación, Investigación y Tecnología del Consejo Islámico, anunció que "el gas nitrógeno (N2) estaba presente en el veneno liberado en las escuelas".

## Transcurso

### Diciembre del 2022
- 9 de diciembre: Por primera vez, se publicó un informe de envenenamiento de 18 estudiantes en el Conservatorio de Niñas Noor, ubicado en el barrio Yazdanshahr de Qom. Estos estudiantes habían sentido síntomas como dificultad para respirar y entumecimiento en los músculos de los brazos y las piernas.

- 22 de diciembre: Volvió a pasar lo mismo en la misma escuela y esta vez 51 alumnas fueron al hospital. Relaciones Públicas de Educación Qom anunció en un comunicado que expertos investigan la causa del envenenamiento

- 24 de diciembre: En otros reportes se publicó que alumnas con síntomas de intoxicación acudieron a centros médicos, pero el Ministerio de Educación consideró que la causa fueron hechos “fuera de la escuela”.

### Febrero del 2023
- 16 de febrero : Majid Mohebi, vicepresidente de medicina de la Universidad de Ciencias Médicas de Qom, anunció el envío de expertos de la Organización de Defensa No Activa a Qom y la realización de pruebas.

- 17 de febrero: Después de que los síntomas de envenenamiento aparecieron simultáneamente en 8 escuelas de Qom, Majid Mohebi anunció que se ha confirmado la presencia de gas monóxido de carbono en algunas escuelas y continúa la búsqueda de la causa del envenenamiento en otras escuelas. La Administración General de Educación de la provincia de Qom también cerró todas las escuelas de la provincia el martes y miércoles 18 y 19 de Bahman, "según la opinión de los expertos" y "a pedido de varios padres".

- 18 de febrero: Ahmad Amirabadi Farahani, representante de Qom en el Consejo Islámico, señaló que este incidente se ha repetido 7 veces hasta el momento, y solicitó enviar una delegación especial a Qom. Citando al Ministro de Educación, dijo que hay sospechas de gas amoníaco, y algunos han considerado la presencia de dióxido de carbono en el sistema de calefacción de las escuelas como la causa del envenenamiento, pero ninguno está seguro.

- 24 de febrero: Se publicó una imagen de una extraña carta de Mehdi Masri, presidente de la Universidad de Ciencias Médicas de Qom, dirigida a Mohsen Oroji, director de gestión de crisis de la provincia de Qom, durante la cual Masri pedía que si el incidente vuelve a ocurrir, el aire del área en cuestión y la exhalación de los estudiantes envenenados en "Bolsas de nylon para congelar" para ser muestreadas

- 25 de febrero: Los medios informaron que al menos 117 estudiantes de Qommi fueron al hospital. Al mismo tiempo, las familias de algunos estudiantes se concentraron frente a la gobernación de Qom y exigieron la transparencia de los funcionarios y la inasistencia a las escuelas. Sin embargo, el Ministro de Educación adelantó que el motivo del temor de la gente y los estudiantes son los rumores y no hay problema en reabrir las escuelas. El vocero del Poder Judicial anunció el registro de 30 denuncias en Qom por intoxicaciones en escuelas.

- 26 de febrero : El Ministro de Salud, Bahram Ainollahi, describió las intoxicaciones como leves y anunció que la fuente de la intoxicación no es microbiana o viral y que no hay motivo de preocupación. La ministra de Educación también anunció que hasta el momento no ha habido víctimas mortales, y lo que ha causado preocupación son "rumores de oleadas de medios extranjeros". El mismo día, el vocero del Ministerio de Salud anunció que se formaría un comité especial para "investigar continuamente la causa y condición del envenenamiento" de los estudiantes Qom. Radio Farda, citando a una fuente informada, escribió que las fuerzas del IRGC tienen una fuerte presencia en el hospital Vali Asr en Qom, donde se traslada a la mayoría de los pacientes, crean pánico y toman los resultados de los análisis de sangre de los niños del personal del hospital y toman ellos con ellos.

### Marzo del 2023
- 1 de marzo: Mohammad Jaafar Montazeri, el Fiscal General del país, anunció en una carta al Ministerio Público y la Revolución de Qom que "el envenenamiento de los estudiantes de Qom indica la posibilidad de acciones criminales intencionales".

- 2 de marzo: En la escuela de niñas Ahmadiyya en Borujard, un total de 82 personas fueron enviadas al hospital con síntomas de envenenamiento. El vocero del Ministerio de Salud anunció que en las inmediaciones de la escuela funcionaba una máquina con combustible diesel y su humo envenenó a los estudiantes y no tiene nada que ver con los hechos de Qom. Más temprano, el cuerpo de bomberos anunció que la emisión de gas de dióxido de carbono del polideportivo cercano fue la causa del envenenamiento.

Se prevee que para el 4 de marzo se cierre la escuela secundaria para niñas Ahmadiyya en Borujerd para investigaciones.

## Reacciones
Mohammad Jafar Montazeri, el Fiscal General de Irán, ha hablado sobre la posibilidad de acciones criminales intencionales en una carta relacionada con este tema.
Mojtaba Zulnoor, el representante de Qom en el Consejo Islámico, anunció que debido a la ocurrencia de estos envenenamientos en varias escuelas, "no queda duda de que estos incidentes tienen raíces de seguridad".
Youssef Nouri, el Ministro de Educación, atribuye la mayor parte del problema a los rumores del ciberespacio y anunció que los estudiantes fueron al hospital debido a una "enfermedad subyacente" y "estrés y ansiedad".
Maulvi Abdul Hamid, líder sunita de Irán, calificó el envenenamiento de estudiantes como venganza por el levantamiento de niñas y mujeres contra la República Islámica.
Seyyed Javad Alavi Boroujerdi, mujtahid y maestro del seminario de Qom, sugirió a los funcionarios que no hablen en absoluto y, si hablan, que no hablen en contra, porque aumentará la desconfianza de la gente porque todo lo que ha dicho hasta ahora ha sido contradictorio. .
Bahram Ainullahi, el Ministro de Salud, dijo que se ayudó a los mejores profesores de toxicología y que un veneno muy suave provocó una intoxicación leve en los estudiantes.
Yunus Panahi, subdirector de investigación y tecnología del Ministerio de Salud, dijo que los compuestos químicos no son químicos de guerra y no tienen signos de ser contagiosos.
El vocero del Departamento de Estado de Estados Unidos calificó de repugnantes estos ataques y llamó a "cesar de inmediato" en cuanto se identifique y sancione a los autores de estos envenenamientos.